# Else Marie Hansen
Else Marie Hansen (* 19. Oktober 1904 in Kopenhagen; † 12. August 2003 ebenda) war eine dänische Schauspielerin und Opernsängerin.

## Leben und Werk
Else Marie Hansen wuchs als Tochter des Schuhhändlers Frederik Hansen (1875–1946) und des Zimmermädchen Maren Nielsen (1875–1951) in Kopenhagen auf.
Hansen absolvierte eine klassische Gesangsausbildung. Im Jahr 1927 hatte sie als Sängerin ihr Debüt am Fonix-Teatret. Sie trat auch zusammen mit Hans Kurt auf und nahm mehrere Schallplatten auf. Sie machte Tourneen durch Norwegen und Schweden. Von 1935 bis 1987 trat sie als Schauspielerin vor der Kamera in mehr als 70 Film-und-Fernsehproduktionen auf. Dort war sie bis auf wenige Ausnahmen meistens in Nebenrollen besetzt. Sie war langjähriges Ensemblemitglied am Königlichen Theater Kopenhagen, dem Nørrebro-Theater und am Frederiksberg-Theater.
Von Dezember 1952 bis Juli 1965 war sie mit dem rund 20 Jahre jüngeren Schauspieler Holger Juul Hansen verheiratet. Die Ehe blieb kinderlos. Beide pflegten nach der Scheidung noch jahrzehntelang ein freundschaftliches Verhältnis.
Nach einer rund sechs Jahrzehnte umfassenden Karriere zog sich Hansen im Jahr 1987 aus dem Berufsleben zurück.
Else Marie Hansen starb am 12. August 2003 im Alter von 98 Jahren in einer Seniorenresidenz in Kopenhagen, wo sie ihre letzten Lebensjahre verbracht hatte. Ihre Grabstätte befindet sich auf dem Bispebjerg-Friedhof.

## Filmografie (Auswahl)
- 1958: Wenn alle Stricke reißen (Verdens rigeste pige)
- 1963: Fräulein unberührt (Frøken Nitouche)
- 1967: Der schmucke Arne und Rosa (Smukke Arne og Rosa)
- 1970: Rend mig i revolutionen
- 1976: Die Olsenbande sieht rot
- 1978–1982: Die Leute von Korsbaek (Matador, Fernsehserie)